# عبد الله واد
عبد الله واد (بالفرنسية: Abdoulaye Wade)‏ (29 مايو 1926 -)، رئيس السنغال منذ 1 أبريل 2000.- 2 أبريل 2012 وهو رئيس الحزب السنغالي الديموقراطي. كان قائداً للمعارضة لفترة طويلة وقد سجن ونفي وقتذاك. أعيد انتخابه سنة 2007، بعد إقرار تعديلات دستورية عام 2001 تسمح للرئيس بالترشح لمأمورية قابلة للتجديد مرة واحدة.

## مسيرته

### فترة المعارضة
قضى عبد الله 25 عاما في صفوف المعارضة ضد سيطرة الاشتراكيين على مقاليد السلطة حيث حكموا البلاد لأربعين عاما بعد استقلالها عن فرنسا عام 1960.

### التعديلات الدستورية
قرر عبد الله واد، عقب انتخابه عام 2000 لولاية مدتها سبع سنوات، تخفيض الفترة الرئاسية من سبع إلى خمس سنوات، ولكنه عاد وأجرى تعديلات دستورية عام 2008 ليعيد الفترة الرئاسية إلى سابق عهدها، أثارت هذه التعديلات غضب المعارضة.
قررت المحكمة الدستورية السنغالية أن واد بإمكانه الترشح لفترة رئاسية ثالثة استنادا على أن فترته الرئاسية الأولى بدأت قبل صدور القرار الذي يقصر عدد فترات الرئاسة على فترتين فقط.

### انتخابات 2012
تصاعدت الانتقادات لواد حين أعلن سنة 2011 نيته الترشح لفترة رئاسية ثالثة. وقبل أسابيع من إجراء الانتخابات شهدت البلاد مظاهرات ومواجهات بين الشرطة والمحتجين المطالبين بتنحي الرئيس. وسقط بين ستة قتلى و15 قتيلاً خلال شهر واحد.
اقترح الرئيس النيجيري السابق اولوسيغون اوباسانجو، رئيس بعثة مراقبي الاتحاد الأفريقي في السنغال، تجنب الفوضى عبر تحديد ولاية واد بسنتين إذا أعيد انتخابه، لكن المعارضة رفضت هذه التسوية.
جرت الانتخابات في 26 فبراير 2012، حصل واد فيها على نحو خمسة وثلاثين في المائة من الأصوات أمام مكي سال، الذي حصل على نحو سبعة وعشرين في المائة من الأصوات.
سيخوض واد الشوط الثاني من الانتخابات، وسيواجه وزيره الأول السابق مكي سال.

## روابط خارجية
- عبد الله واد على موقع IMDb (الإنجليزية)
- عبد الله واد على موقع الموسوعة البريطانية (الإنجليزية)
- عبد الله واد على موقع مونزينجر (الألمانية)
- عبد الله واد على موقع إن إن دي بي (الإنجليزية)
- عبد الله واد على موقع أوليمبيديا (الإنجليزية)